# 레바논의 주
레바논은 8개 주로 구성되어 있다. (괄호 안에 있는 내용은 주도)
1. 아카르주 (할바)
2. 바알베크헤르멜주 (바알베크)
3. 베이루트주 (베이루트)
4. 베카주 (자흘레)
5. 레바논산주 (바브다)
6. 나바티예주 (나바티예)
7. 남부주 (시돈)
8. 북부주 (트리폴리)

## 같이 보기
- 레바논의 정치